# Anton Wilhelm Büttner
Anton Wilhelm Büttner (* 14. März 1797 in Drochtersen; † 6. September 1877 in Lüneburg) war königlich hannoverischer Oberst und Kommandant von Lüneburg, schließlich preußischer Oberst a. D. und zuletzt preußischer Generalmajor a. D.

## Herkunft
Seine Eltern waren der Landsekretär Christoph Berthold Clemens Büttner (* 23. September 1759; † 19. Juni 1825) und dessen Ehefrau Martha Margarete Christiane Bergst (* 26. September 1783; † 15. Juli 1809). Sein Onkel Adolf Christian Heinrich (* 4. Januar 1761; † 19. Juni 1819) war zuletzt Hauptmann der kurhannoverschen Armee und kämpfte bereits in Ostindien.

## Leben
Er ging im Jahr 1813 als Volontär in das Feldbataillon Bremen, dort wurde er am 14. August 1813 zum Leutnant ernannt. In den Befreiungskriegen war er unter anderem auch an der Schlacht bei Waterloo beteiligt. Aus dem 6. Infanterie-Regiment Bremen wechselte er 1819 in das 4. Infanterie-Regiment Celle. Am 27. September 1826 wurde er dort zum (Stabs-)Capitain befördert. Als bei der Armee-Reduktion 1833 die bisherigen Regimenter zu Bataillonen vermindert wurden, blieb er an seinem bisherigen Standort im nunmehrigen 4. Linienbataillon und erhielt 1836 die Befehlsgewalt über eine der Kompanien dieser Einheit. Bei der erneuten Strukturveränderung der Armee wurde 1839 aus dem 4. Linienbataillon das 3. Infanterieregiment, von wo er am 14. Oktober 1846 als Major in das 6. Infanterieregiment nach Osnabrück versetzt wurde. Am 5. Oktober 1848 zum Oberstleutnant befördert, wurde er 1849/50 mit dem 2. Bataillon des 6. Regiments nach Nienburg verlegt und am 27. Mai 1854 als Kommandeur in das 5. Infanterieregiment nach Lüneburg versetzt. Am 20. Mai 1856 stieg er zum Oberst auf und wurde 1858 zum (Festungs-)Kommandanten von Lüneburg ernannt. Während des Deutschen Krieges von 1866 musste er die Schlüssel der Stadt an das preußische Militär übergeben. Nach der Niederlage wurde Hannover von Preußen annektiert und die hannoversche Armee aufgelöst; Büttner wurde in die preußische Armee als nicht mehr aktiver Offizier übernommen.
Am 22. August 1871 erhielt er dann den Charakter als Generalmajor a. D. Er starb am 6. September 1877 in Lüneburg.
Er war Träger des Guelphen-Ordens 2. Klasse, der Waterloo-Medaille, des Ernst-August-Kreuzes, der Kriegsdenkmünze für die seit 1813 eingetretenen Freiwilligen, des braunschweigischen Ordens Heinrichs des Löwen 2. Klasse sowie der Hanseatischen Ehrenmedaille.

## Familie
Büttner heiratete 1831 in Celle Ernestine Stoltze (* 22. Oktober 1803; † 24. April 1878). Das Paar hatte mehrere Kinder:
- Ida Juliana Margaretha Luise (* 17. September 1832; † 27. Dezember 1911) ⚭ Carl Haag (* 20. April 1820; † 17. Januar 1915), Maler
- Julius George Christian (* 14. September 1835; † 26. November 1887), Konsul in Mobile (Alabama) ⚭ Sarah McLean (* 1846)
- Georg Ernst Albert (* 16. Mai 1837), Kaufmann in Kapstadt
- Clemens Ernst Bernhard (* 20. Februar 1834; † 4. Februar 1897), Generalarzt a. D., zuletzt Regimentsarzt des 75. Infanterieregiments ⚭ Heloise von Beaulieu